# Schlauchverbinder
Ein Schlauchverbinder ist ein kurzes Rohrstück, das zur Verbindung von Schläuchen dient. Es wird in die Enden der Schläuche gesteckt. Die Schlauchenden werden meist mit Schlauchbindern fixiert. Schlauchverbinder dienen zur Verlängerung, Abzweigung oder Reparatur einer Schlauchleitung. Je nach realisiertem Übergang werden auch die Verbindungsstücke am Anfang und Ende einer Schlauchleitung als Schlauchverbinder bezeichnet. Der Schlauchverbinder gewährleistet eine dichte Verbindung.

## Beschreibung

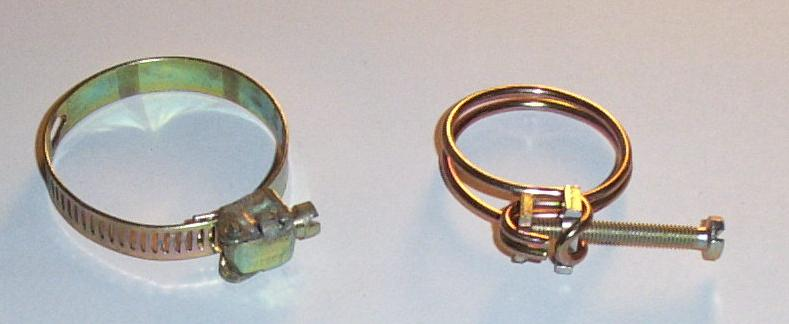
Schlauchbinder: links mit Schneckentrieb, rechts mit Spannschraube

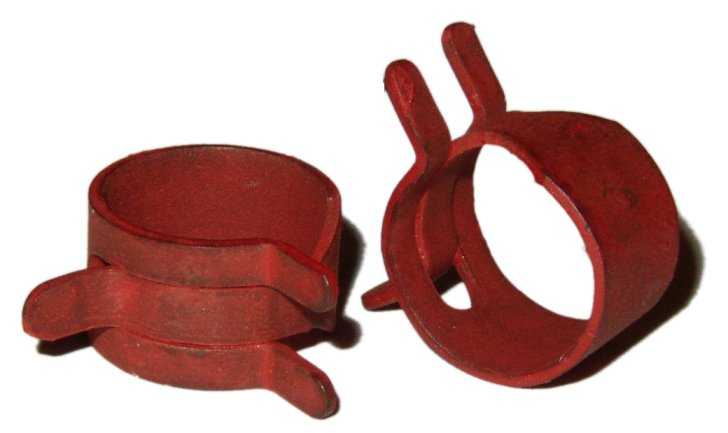
Feder-Schlauchbinder

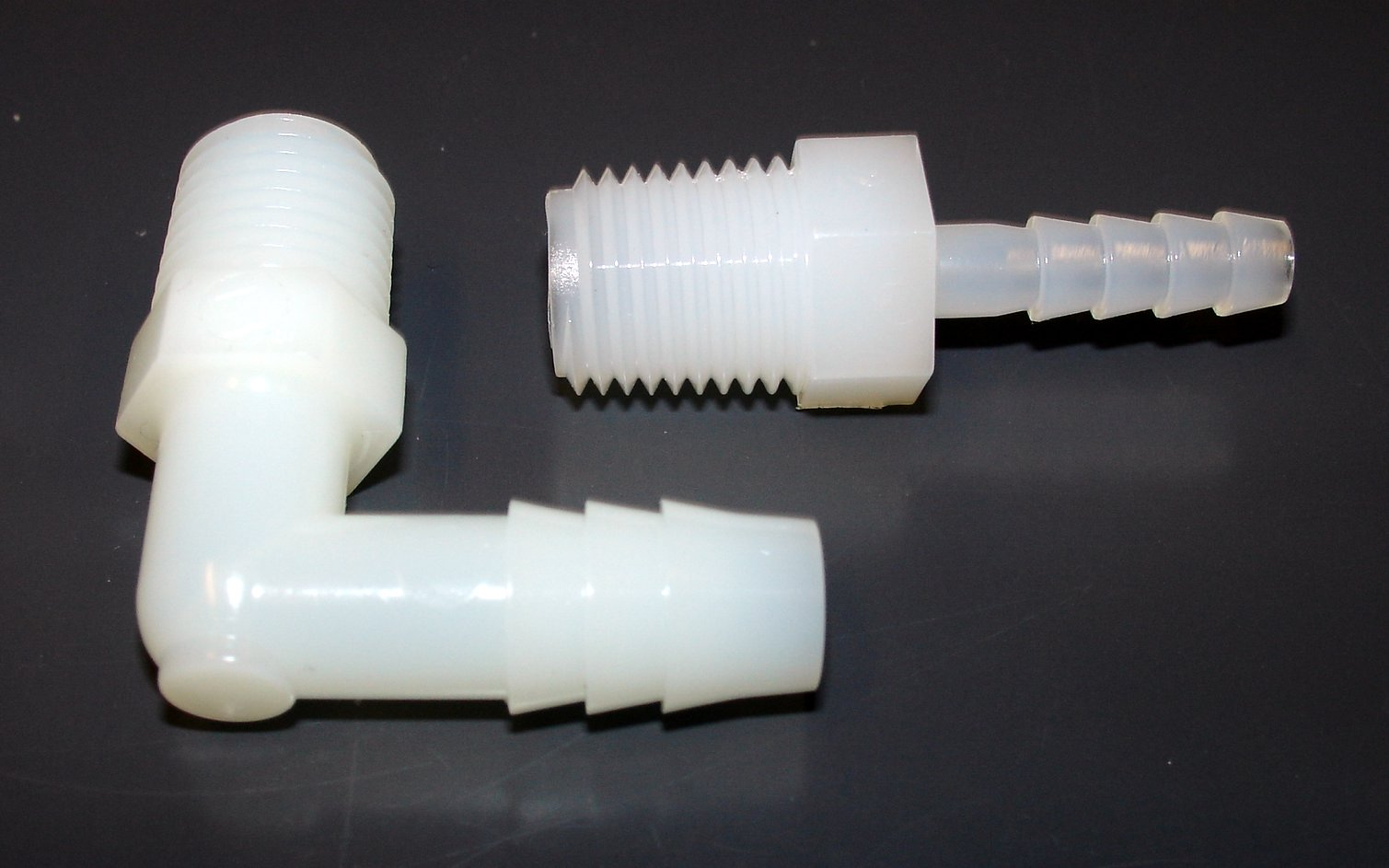
Schlauchverbinder aus Kunststoff zur Verwendung in einem Chemielabor

Im Gegensatz zu Schlauchkupplungen ist eine Verbindung mittels Schlauchverbinder nicht beweglich und kann nicht leicht gelöst werden. Sie wird daher an den Stellen einer Schlauchleitung verwendet, wo eine dauerhafte und fixe Verbindung benötigt wird.
Schlauchverbinder haben oft gerippte oder gewellte Enden, um ein Abrutschen des Schlauchs zu verhindern. Mit einem Schlauchbinder (auch Schlauchschelle oder Schlauchbride genannt) wird das Schlauchende auf dem Verbinder festgeklemmt. Vorteilhaft ist dabei, wenn das Schlauchmaterial wie bei einem Gummischlauch etwas flexibel ist und somit dem Druck des Schlauchbinders nachgibt. Dadurch ergibt sich eine automatische Abdichtung. Bei Schläuchen mit geringem Durchmesser und kleinem Arbeitsdruck kann auf Klemmen verzichtet werden, z. B. bei Bewässerungssystemen, Chemielaboren und im Bereich der Aquaristik. Diese Schlauchverbinder haben zumeist eine oder mehrere Verdickungen (teilweise auch sägezahnförmig, siehe Abbildung Schlauchbinder aus Kunststoff), um einen festen Halt des Schlauches auch ohne Schlauchbinder zu gewährleisten.
Steckverbinder bestehen aus zwei kegelförmigen zusammensteckbaren Teilen.
Es gibt verschiedene Arten von Schlauchbindern → Schlauchbinder

## Bauformen
- I-Form: gerade, 2 Enden
- L-Form: rechter Winkel, 2 Enden
- V-Form: spitzer Winkel, 2 Enden
- Y-Form: mittig, 1 Abzweig schräg, 3 Enden
- T-Form: mittig, 1 Abzweig im Rechten Winkel, 3 Enden
- Kreuzform: 4 Enden
- Dreischenklig, 3 Anschlüsse im Winkel von 120°
- Auch Verbindungsstücke, die auf einer Seite eine Schraubkupplung oder ein Formteil haben, werden teilweise als Schlauchverbinder bezeichnet.

## Material
Schlauchverbinder können aus Kunststoffen, verschiedenen Metallen (Edelstahl, Messing, Messing vernickelt), und auch aus Glas (z. B. bei Umgang mit Säuren) gefertigt sein.

## Anwendungen
Schlauchverbinder werden eingesetzt in Laboren, in der Pneumatik und Hydraulik, bei der Bewässerung und beispielsweise auch bei der Kraftstoffversorgung in Kraftfahrzeugen.